# Waldsee Krähenwinkel
Der Waldsee Krähenwinkel ist ein See in Langenhagen in der Region Hannover. Er liegt nordöstlich von Langenhagen am Rande eines kleinen Waldgebietes.
Der See wurde in den Jahren 1968/1969 ausgebaggert, um hier eine Badeanstalt anzulegen. Im August 1972 wurde der See offiziell als Freibad eröffnet. Die Badezone mit abgeflachtem Ufer befindet sich im Südosten des Sees. Hier befindet sich auch eine Liegewiese. Seit dem Jahr 2002 ist im See eine Badeinsel verankert.
Am See befindet sich ein Kiosk mit Imbiss. Sanitäre Anlagen sind vorhanden. Die Badezone wird während der Badesaison zeitweise von der Ortsgruppe Krähenwinkel der Deutschen Lebens-Rettungs-Gesellschaft bewacht.

## Bildergalerie

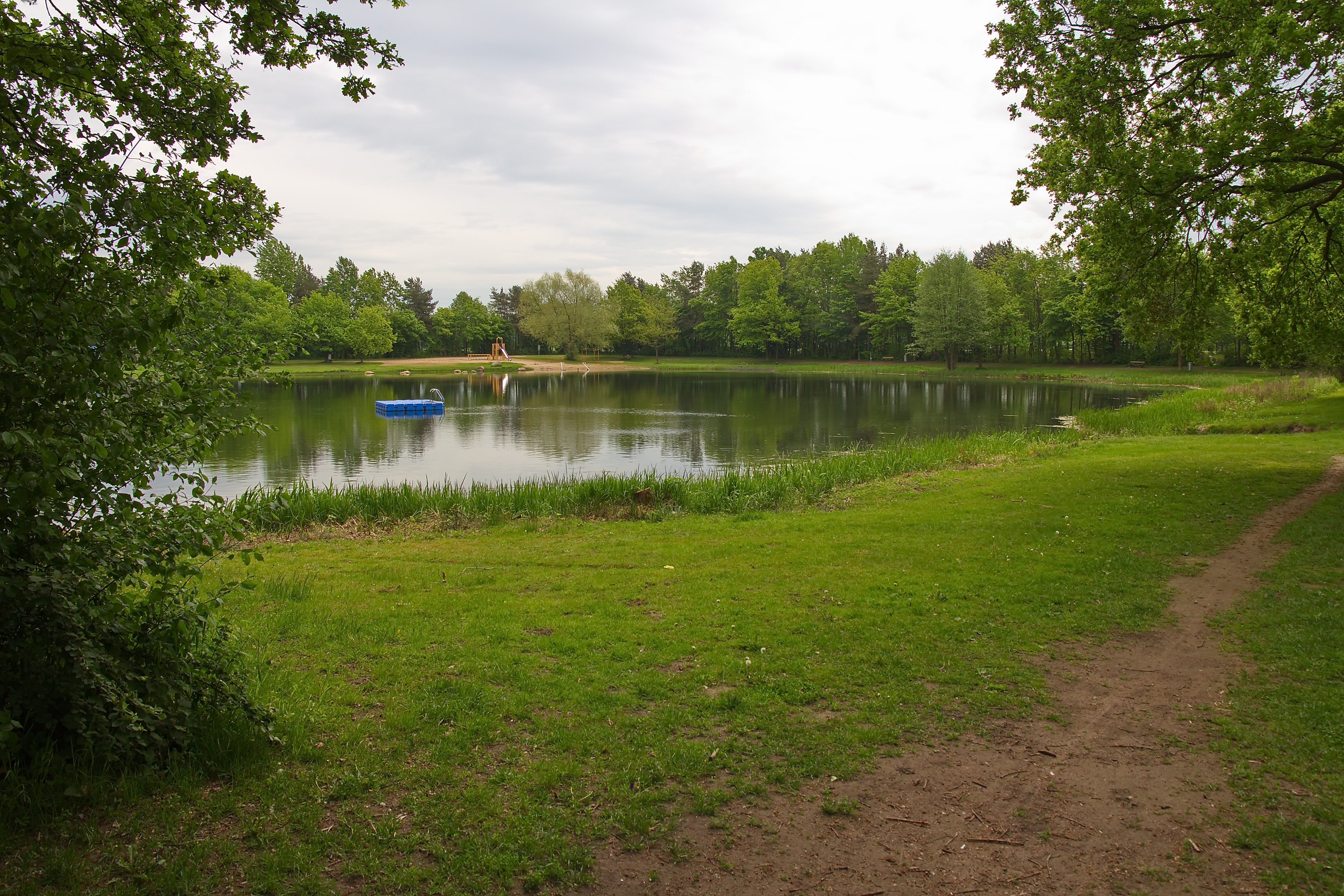
Ansicht vom Westufer, Mai 2012
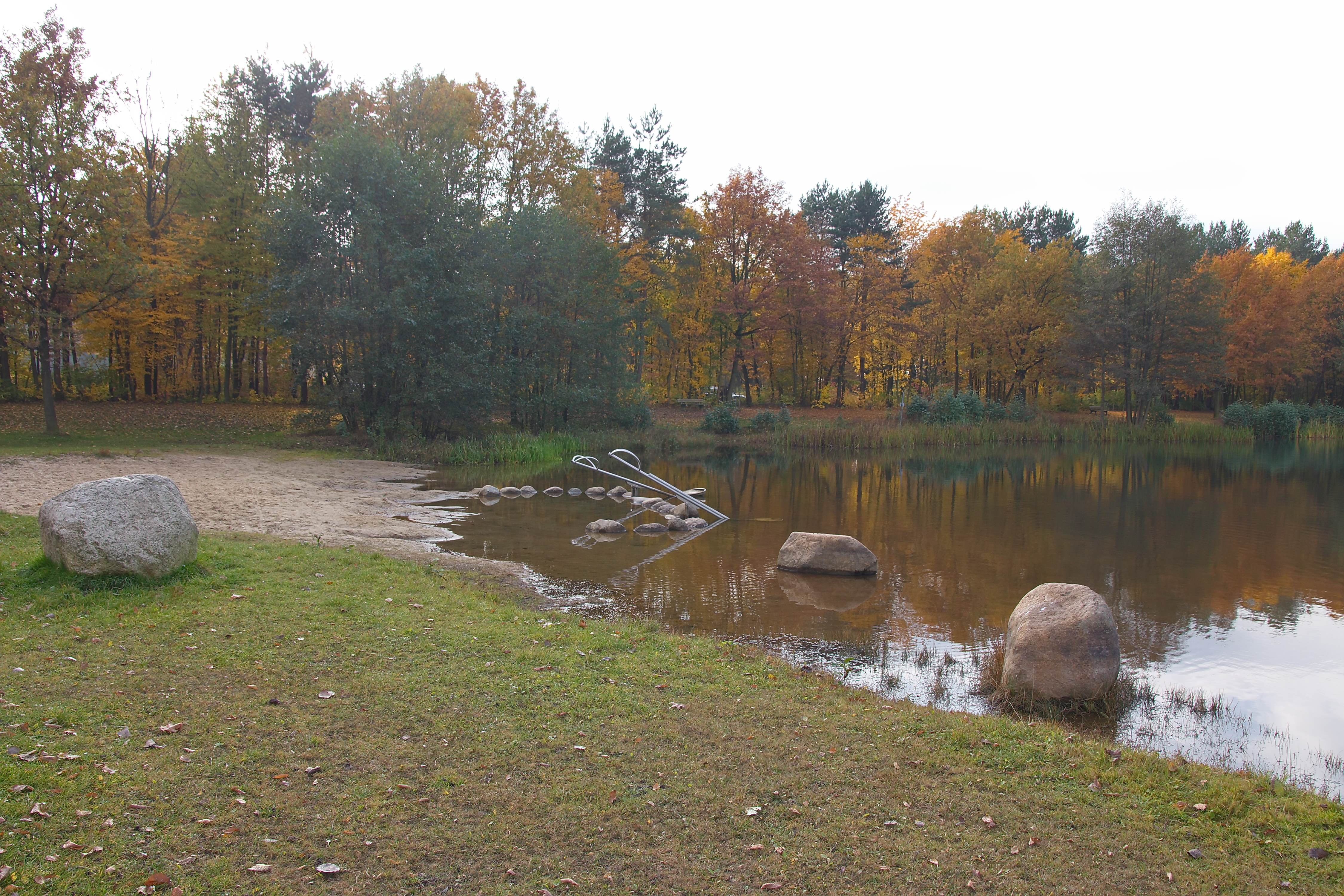
Badezugang Südostseite, November 2011
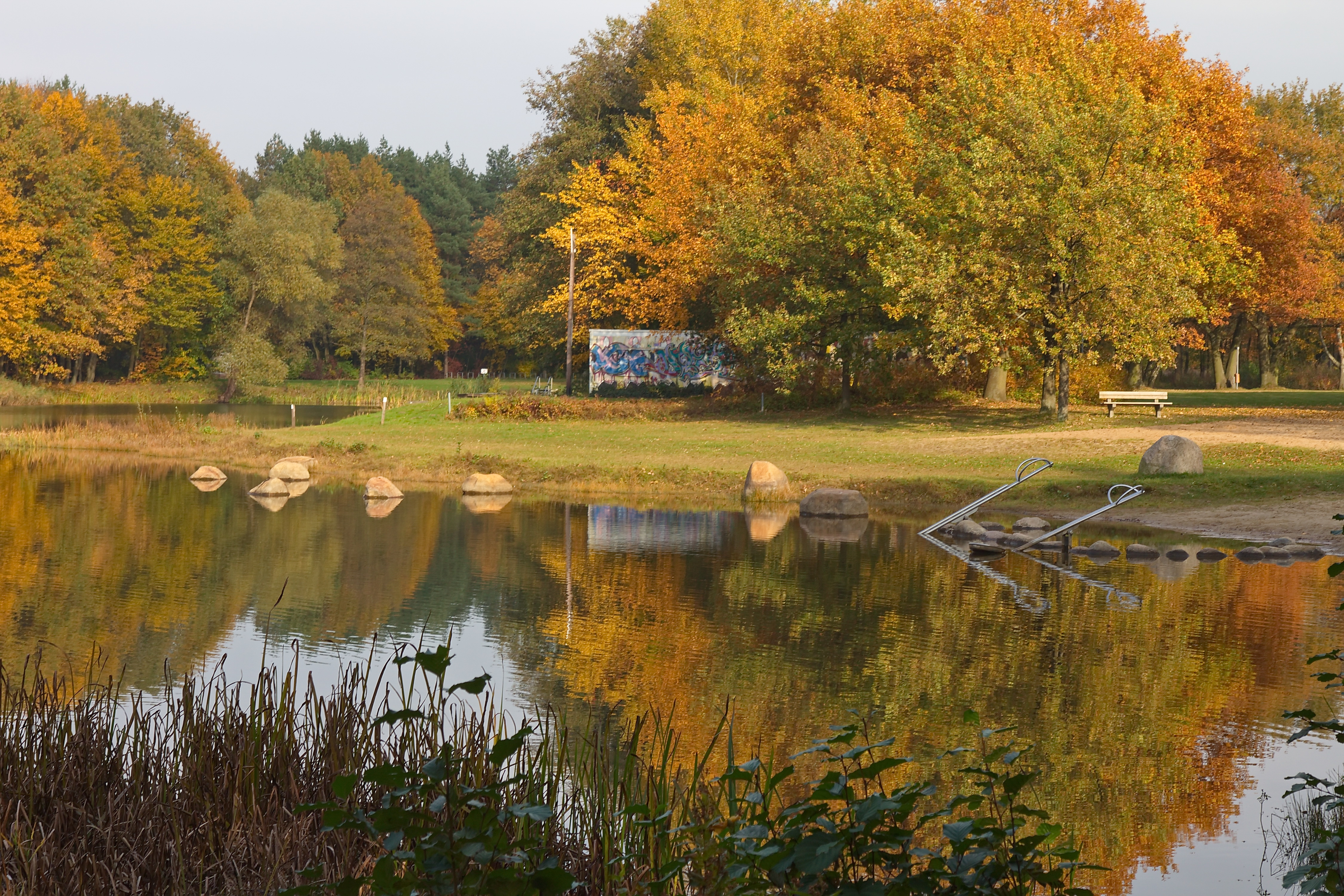
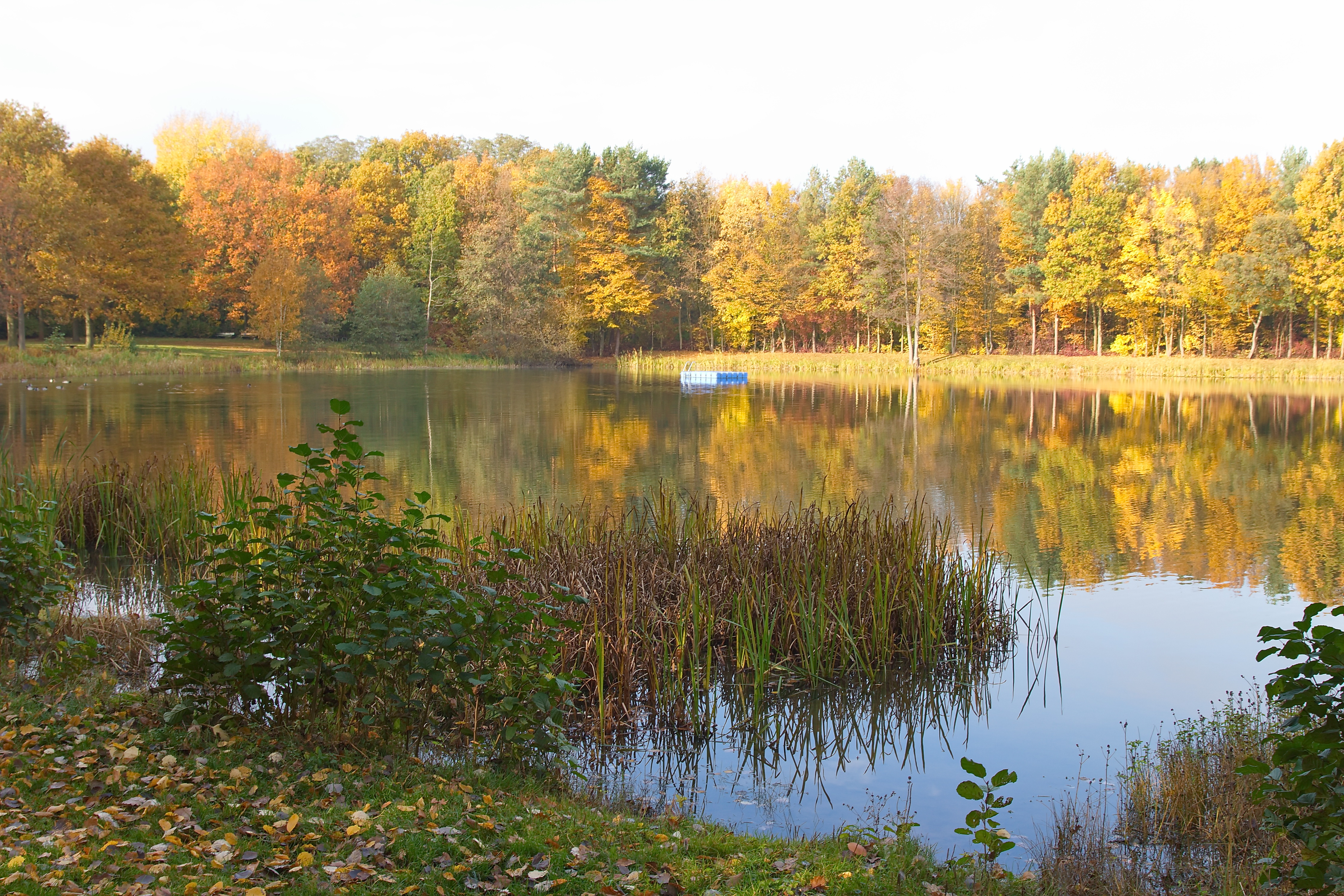
Ansicht vom Ostufer, November 2011